# Reglamento Provisional Político del Imperio Mexicano
El Reglamento Provisional Político del Imperio Mexicano otorgó vigencia a las leyes, órdenes y reglamentos promulgados hasta el 24 de febrero de 1821 con el Plan de Iguala; así como a las leyes, órdenes y decretos que se expidieron en consecuencia de la Independencia de México con la entrada triunfal del Ejército Trigarante en la Ciudad de México. Fue el primer documento de corte constitucional del México independiente, redactado para dar certeza jurídica a las autoridades del entonces Primer Imperio Mexicano.

## Contenido
El Reglamento Provisional Político del Imperio Mexicano estaba conformado por un preámbulo y un articulado dividido en ocho secciones, las cuales a su vez se dividían en capítulos y éstos en artículos, con excepción del artículo 25, el cual acogió las 15 bases contenidas del decreto imperial de 2 de noviembre de 1822.
Los artículos más relevantes fueron:

- Artículo 5°.- La nación mexicana es libre, independiente y soberana: reconoce iguales derechos en las demás que habitan el globo; y su Gobierno es Monárquico Constitucional Representativo y Hereditario, con el nombre de Imperio Mexicano.
- Artículo 6°.- Es uno e indivisible, porque se rige por unas mismas leyes en toda la extensión de su territorio, para la paz y armonía de sus miembros que mutuamente deben auxiliarse, a fin de conspirar la común felicidad.
- Artículo 7°.- Son mexicanos, sin distinción de origen, todos los habitantes del Imperio, que en consecuencia del glorioso grito de Iguala han reconocido la independencia; y los extranjeros que vinieren en lo sucesivo, desde que con conocimiento y aprobación del Gobierno se presenten al ayuntamiento del pueblo que elijan para su residencia y juren fidelidad al emperador y a las leyes.
- Artículo 9°.- El Gobierno mexicano tiene por objeto la conservación, tranquilidad y prosperidad  del Estado y sus individuos, garantiendo los derechos de libertad, propiedad, seguridad, igualdad legal, y exigiendo el cumplimiento de los deberes recíprocos.
- Artículo 11°.- La libertad personal es igualmente respetada. Nadie puede ser preso ni arrestado, sino conforme a lo establecido por la ley anterior o en los casos señalados en este reglamento.
- Artículo 23°.- El sistema del Gobierno político del Imperio Mexicano, se compone de los Poderes Legislativo, Ejecutivo y Judicial, que son incompatibles en una misma persona o corporación.

## Organización territorial
Al momento de la promulgación del Reglamento Provisional Político del Imperio Mexicano en 1822, la nación de la Nueva España estaba compuesta por 12 intendencias (Arizpe,
San Luis Potosí, Durango, Zacatecas, Guadalajara, Guanajuato, Veracruz, Valladolid, México, Puebla, Antequera de Oaxaca y Mérida de Yucatán) y 4 gobiernos (Nueva California, Vieja California, Nuevo México y Tlaxcala), por lo que tras la proclamación del Imperio Mexicano, la Capitanía General de Guatemala se anexó a la geografía nacional, quedando finalmente compuesta por 26 provincias.
| - Nueva California - Vieja California - México - Nuevo México - Texas - Durango - Coahuila - Nuevo Reino de León - Nuevo Santander - Sonora y Sinaloa - Zacatecas - Potosí - Guanajuato | - Tlaxcala - Querétaro - Puebla - Guadalajara - Oaxaca - Yucatán - Valladolid - Veracruz - Guatemala - El Salvador - Honduras - Nicaragua - Costa Rica |
| --- | --- |

### Declaraciones
Estas publicaciones fueron expuestas a la Secretaría de Relaciones Exteriores en 1922;
De Nicaragua

La antigua provincia de Nicaragua, Excmo. Señor, comparte en estas festividades, no solo en su carácter de invitada de honor, sino también como anfitrión espontáneo, con el corazón lleno de alegría y gratitud, porque ella celebra este mismo mes el Centenario de su Independencia y recuerda la injerencia [sic] que tuvieron los Patriotas mexicanos quienes favorecieron el nacimiento de la Federación de las Provincias Unidas de la América Central. La sangre derramada por vuestros héroes en tan cruenta y larga lucha, abonó el árbol de la Libertad que floreció simultáneamente en Vuestra capital y en la ciudad de Guatemala, en el mes de septiembre de 1821
Ramón Solórzano

De Guatemala

Difícil es para mi expresaros fielmente la sinceridad con que el pueblo y el gobierno de Guatemala palpitan en un solo corazón con el Pueblo y el gobierno de México, en la ocasión solemne de conmemorar la epopeya consumada en 1821; pues además de que las glorias mexicanas encontraron siempre eco en el alma del Continente, mi Patria, como sabéis, celebra en estos mismos momentos el Primer Centenario de su Independencia Nacional
Luis Felipe Obregón

De Honduras

México y Centroamérica, desorientados en la nueva situación política, para la cual no estaban preparados, tuvieron un imperial deslumbramiento, y Honduras, como fracción de las que luego fueron provincias unidas de Centroamérica, se unió al Plan de vuestro general Iturbide: aún guardáis bajo vuestra bandera territorios centroamericanos que se sumaron espontáneamente a vuestra República
Manuel Ugarte

De Costa Rica

Consumada simultáneamente la Independencia de México y de Centroamérica, una misma bandera cobijó al principio las seis naciones hermanas, que no debieron separarse nunca y que algún día habrán de unirse de nuevo
Ricardo Fernández